# Agricoltura famigliare
L'agricoltura famigliare è una forma di agricoltura a conduzione famigliare, rappresentata dalla maggior parte delle aziende agricole mondiali. Per la FAO, "comprende tutte le attività agricole basate sulla famiglia, in relazione a molti aspetti dello sviluppo rurale".

## Definizione

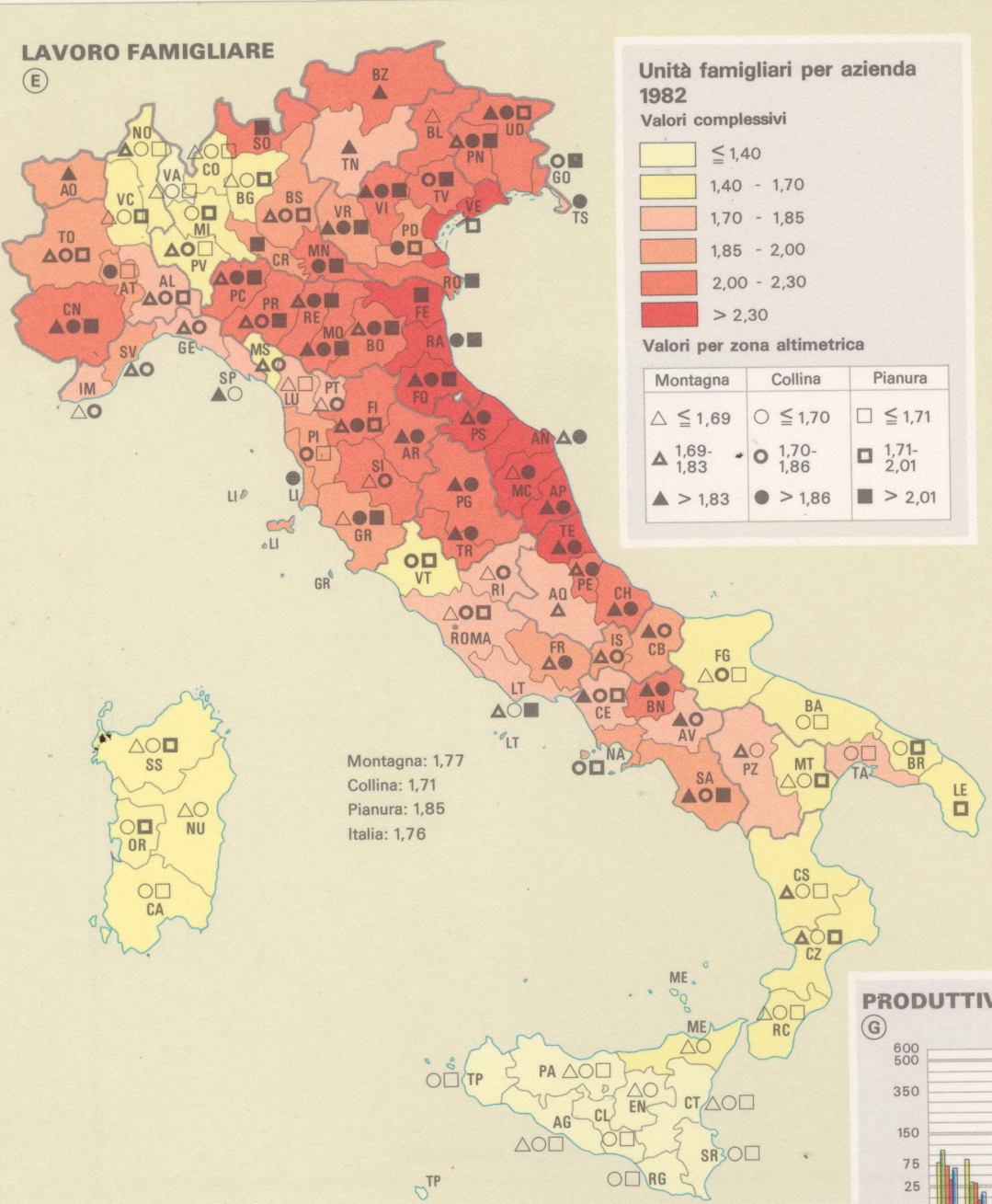
Diffusione del lavoro famigliare in agricoltura in Italia nel 1990

In un documento di lavoro sulla definizione di agricoltura famigliare, pubblicato dalla FAO nel 2014, anno internazionale dell'agricoltura famigliare, sono state identificate e confrontate 36 definizioni di agricoltura familiare. Gli autori ritengono che "la definizione di azienda agricola familiare varia a seconda del paese e del contesto". Secondo loro, "la maggior parte delle definizioni riconosce il ruolo del lavoro familiare e il ruolo della famiglia nella gestione dell'azienda agricola. Tuttavia il concetto di agricoltura familiare sembra andare oltre la capacità, le dimensioni e l'orientamento agricolo". Dal 2019 al 2028 è stato istituito il decennio dell'agricoltura famigliare dall'ONU.

## Importanza nel mondo
Il settore agricolo è la più grande occupazione lavorativa del mondo e le famiglie costituiscono la maggior parte di questa forza lavoro. Nel 2014, l'agricoltura familiare ha prodotto più di 70% della produzione alimentare e gestiva una parte considerevole delle risorse naturali.
Questa forma di agricoltura può essere rappresentata da agricoltura di sussistenza  o di autoconsumo con piccole aziende agricole,  poco meccanizzate. Nei paesi sviluppati l'espressione "agricoltura familiare" può essere applicata anche ad aziende agricole grandi e/o altamente meccanizzate, se lo status giuridico consente ai coniugi di lavorare nello stesso luogo.
L'IPCC nel rapporto speciale Climate Change and Land Use riconosce l'agricoltura famigliare con l'approccio agro-ecologico come soluzioni che riducono l'impatto dell'agricoltura sul riscaldamento globale.